# Geoff Parker
Geoffrey Alan Parker (né le 24 mai 1944) est professeur de biologie à l'Université de Liverpool  et récipiendaire en 2008 de la médaille Darwin. Parker est appelé "le professionnel du professionnel" .
Il s'intéresse particulièrement à l'écologie comportementale et à la biologie évolutive, et est surtout connu pour avoir introduit le concept de compétition des spermatozoïdes en 1970 . Une grande partie de son travail à partir des années 1970 porte sur l'application de la Théorie des jeux à divers problèmes biologiques, en utilisant l'approche de stratégie évolutivement stable (ESS) mise au point par John Maynard Smith et George Price. Avec Robin Baker (biologiste) (en) et VGF Smith en 1972, il propose une théorie de premier plan pour l'évolution de l'anisogamie et des deux sexes, et en 1979 fait la première analyse théorique du conflit sexuel dans l'évolution. Il étudie également l'évolution de la recherche compétitive de partenaires, la répartition des animaux, les combats d'animaux, la coercition, les conflits intrafamiliaux, les cycles de vie complexes et plusieurs autres sujets .

## Biographie
Parker fait ses études à Lymm Grammar School à Lymm, Cheshire, et obtient son BSc de l'Université de Bristol en 1965, d'où il obtient également un doctorat en 1969 sous HE Hinton, FRS (1912-1977) . Son doctorat porte sur le comportement reproducteur et la nature de la sélection sexuelle chez Scatophaga stercoraria L. (mouche jaune du fumier), et fournit un test quantitatif détaillé de la théorie de la sélection sexuelle de Darwin et une application précoce de la théorie de l'optimalité en biologie.
A cette époque, la plupart des éthologues et écologues interprètent les adaptations en termes de « valeur de survie de l'espèce ». Cependant, le changement de paradigme de la vision de l'évolution centrée sur les gènes (popularisée par Richard Dawkins dans The Selfish Gene) renverse cette idée peu de temps après : les vues dominantes en écologie comportementale et en sociobiologie voient la sélection naturelle restaurée aux principes darwiniens en termes de valeur de survie pour le individu (et ses proches). Les travaux de Parker jouent un rôle dans ce changement et dans le développement précoce de l'écologie comportementale.
Il part à l'Université de Liverpool en 1968, où il devient maître de conférences en zoologie. En 1978, il est chercheur principal au Centre de recherche du King's College de l'Université de Cambridge, avant de retourner à Liverpool en 1979. Il devient professeur en 1989 lors de son élection à la Royal Society. En 1996, il devient le Derby Chair of Zoology, prenant sa retraite en 2009, mais restant professeur émérite et poursuivant ses recherches scientifiques (à partir de 2014). En 2005, il remporte la Médaille Frink, de la Société zoologique de Londres. En 2008, il remporte la Médaille Darwin.
Il reçoit les diplômes de docteur en sciences, honoris causa, de l'Université de Bristol  en 2011, et de l'Université Memorial de Terre-Neuve en 2018.